# Thompson/Center Arms
A Thompson/Center Arms é uma empresa Norte americana de armas de fogo com sede em Springfield, Massachusetts. A empresa é mais conhecida por sua linha de pistolas e rifles de cano intercambiável e tiro único. A Thompson/Center também fabrica rifles de antecarga e é creditada por fazer ressurgir seu uso na década de 1970.

## Histórico

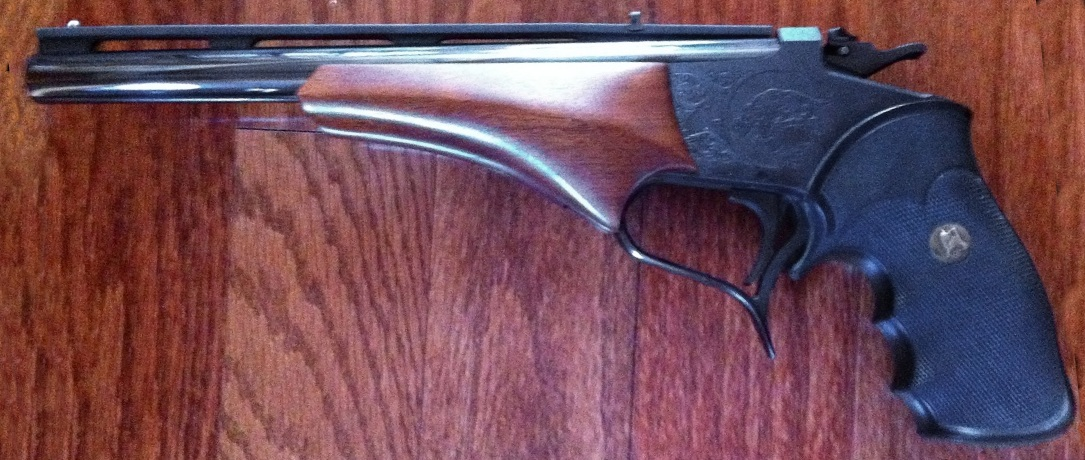
A pistola T/C Contender.

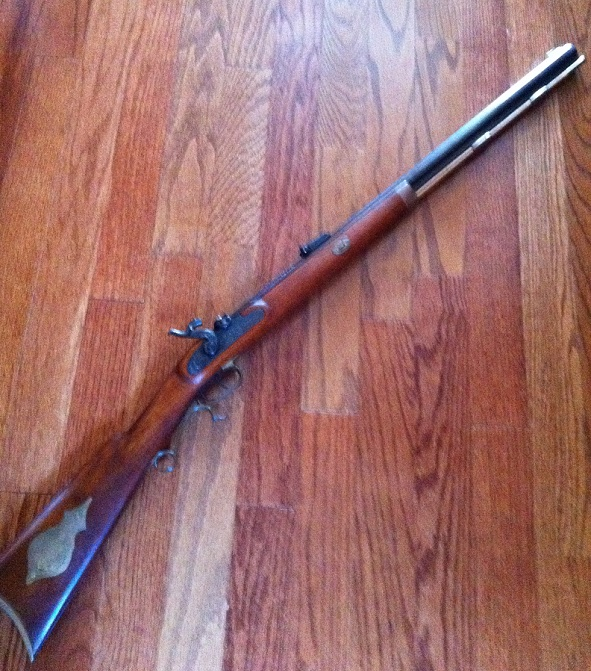
O rifle T/C Hawken.

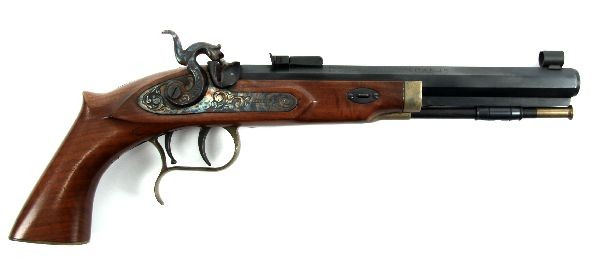
A pistola T/C Patriot.

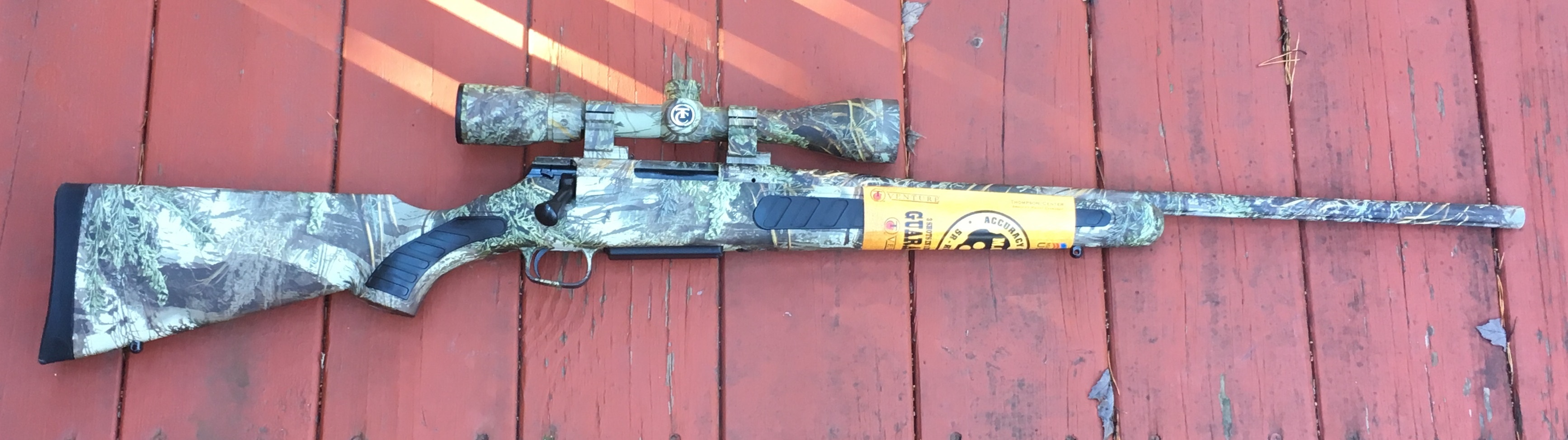
O rifle T/C Venture.

Na década de 1960, Warren Center desenvolveu uma pistola de tiro único e ação basculante incomum no porão de sua oficina, que mais tarde ficou conhecida como "Contender". Enquanto isso, a K.W. A Thompson Tool Company estava procurando um produto para fabricar o ano todo. Em 1965, Warren Center se juntou à K.W. Thompson Tool Company e, juntos, anunciaram a pistola Contender do Warren Center em 1967. Embora fosse vendida por preços mais altos que revólveres de caça comparáveis, a flexibilidade de ser capaz de atirar em vários calibres simplesmente trocando o cano e a mira e sua maior precisão logo a tornaram popular entre os caçadores de armas curtas. Como a K.W. Thompson Tool começou a comercializar a pistola Contender de Center, o nome da empresa foi alterado para "Thompson/Center Arms Company". Então, em 1970, a Thompson/Center criou a "indústria moderna de pólvora negra", introduzindo o rifle Warren Center por antecarga de pólvora negra estilo Hawken.
Em 4 de janeiro de 2007, a Thompson/Center foi comprada pela Smith & Wesson.
Em 8 de dezembro de 2010, a Smith & Wesson anunciou que a planta original de Rochester, New Hampshire seria fechada e a fabricação transferida para Springfield, Massachusetts.
Após o fechamento dos braços da Thompson/Center em Rochester, New Hampshire, a Thompson Investment Casting abriu na mesma cidade, continuando a produção de produtos de metal para várias empresas, incluindo Smith & Wesson.

## Produtos

### Pistolas
- Contender[5]
- Encore[6]
- Contender G2[7]

### Rifles de antecarga
- Cherokee
- Seneca
- Hawken
- Cougar
- Renegade
- Big Boar
- Encore 209x50
- G2 Contender
- Triumph

### Pistolas de antecarga
- Patriot
- Scout

### Rifles por ação de ferrolho
- Compass
- Venture